# Alexandre III d'Imerècia
Alexandre III va néixer el 1609, i era fill segon i successor del rei Jordi III d'Imerècia. Casat amb una germana de Mamia II Gurieli de Gúria, es va casar després amb Nestan Daredjan (viuda de Zurab Sidamosi, erasthavi de Aragvi i filla de Teimuraz I de Kartli). A la mort de Levan Dadiani de Mingrèlia, Alexandre va atacar el seu país on va instal·lar com a mthavro a Vamikh Lipartiani, parent dels Dadiani. Un altre parent va ser nomenat a Gúria. El rei va morir súbitament el 4 de març de 1660 i el va succeir el seu fill Bagrat III d'Imerècia.